# The Higher Law (film 1914 Majestic)
The Higher Law è un cortometraggio muto del 1914. Il nome del regista non viene riportato.
Quell'anno, in settembre, esce un altro The Higher Law, diretto da Charles Giblyn, il cui soggetto è totalmente diverso, avendo la storia incentrata sul personaggio di François Villon.

## Produzione
Il film fu prodotto dalla Majestic Motion Picture Company.

## Distribuzione
Distribuito dalla Mutual Film, il film - un cortometraggio in una bobina - uscì nelle sale cinematografiche statunitensi il 21 febbraio 1914.